# The Shield (jogo eletrônico)
The Shield é um jogo eletrônico baseado na série de televisão homônima. The Shield é um jogo de tiro em terceira pessoa onde os jogadores assumem o papel de Vic Mackey no combate ao crime nas ruas de Los Angeles. O jogo recebeu críticas negativas.
Como Vic Mackey, os jogadores vão se envolver em brigas com armas e assassinos. Shawn Ryan e sua equipe acrescentaram criatividade e deram assistência para o desenvolvimento do jogo. E ainda, vários dos atores da série também emprestaram sua voz para dar vida aos personagens.

## Visão Geral
The Shield se passa na pós-terceira temporada, e na pré-quarta temporada. A precipitação do assalto do trem dinheiro já foi feito e o detetive Vic Mackey e sua equipe de policiais corruptos estão à beira da dissolução. O jogo começa com o episódio final da terceira temporada, onde Vic mata Margos Dezerian. Os funcionários querem transferir a equipe, os membros da equipe estão insatisfeitos com a maneira como as coisas estão indo e Capitão Aceveda lhes diz que vai levar um busto grande para salvar qualquer esperança de manter a equipe viva. O busto grande em questão acaba por ser uma corrida armamentista entre a Biz-Lat e One-Niner gangues. Mackey é encarregado de dividir a batalha, encontrando as armas e prender o maior número de bandidos responsáveis quanto possível.

## Recepção
O jogo recebeu geralmente opiniões negativas dos críticos e fãs, apesar de grandes expectativas.
A versão PS2 recebeu uma pontuação média de 38%, com base em 21 avaliações do Game Rankings, e uma pontuação média de 37 das 21 avaliações do Metacritic.
A versão do Microsoft Windows recebeu uma pontuação média de 34%, com base em 6 avaliações do Game Rankings, e uma pontuação média de 34 das 7 avaliações do Metacritic.